# 7e régiment d’infanterie
Das 7e régiment d'infanterie (7e RI) war ein Verband der französischen Infanterie, der 1659 aufgestellt wurde. Das Regiment zeichnete sich in den Revolutionskriegen und den Kämpfen des ersten Kaiserreichs, so in den Schlachten von Fleurus 1794 und Bautzen 1813, besonders aus. Es existiert heute nicht mehr.
Es war eines der Six Grands Vieux der sechs „großen alten Regimenter“  in der Armee des Ancien Régime.
Vor der Einführung der Nummerierung der Regimenter am 1. Januar 1791 führte es in der königlich französischen Armee zuletzt den Namen Régiment de Champagne.

## Aufstellung und signifikante Änderungen
- 1569: Errichtung eines Provinzial-Regiments in der Champagne, gebildet aus vier Kompanien der königlichen Garde.
- 1585: Benennung Régiment de Champagne
- 1668: es wurden vier Kompanien des Régiment de Saint-Vallier eingegliedert
- 1. Januar 1791: Umbenennung in 7e régiment d’infanterie

- 1793: Erste Heeresreform Das Regiment wurde als 1er bataillon (ci-devant  Champagne) zur 13e demi-brigade de bataille und als 2e bataillon (ci-devant  Champagne) zur 13e demi-brigade de bataille abgestellt. Damit endet der zunächst der Regimentsverband und auch die Traditionslinie

[…]
- 1803: Umbenennung der „7e demi-brigade d’infanterie de ligne“[2] in 7e régiment d’infanterie de ligne (de facto Weiterführung der Regimentstradition)

- 1815:

Erste Restauration: Umbenennung in: „7e régiment d’infanterie de ligne-Orléans“
Herrschaft der Hundert Tage: Umbenennung in: „7e régiment d’infanterie de ligne“
- 1914: Bei der Mobilmachung stellte es sein Reserveregiment, das „207e régiment d’infanterie“ auf

## Mestres de camp/Colonels
Mestre de camp war von 1569 bis 1661 und von 1730 bis 1780 die Rangbezeichnung für den Regimentsinhaber und/oder für den mit der Führung des Regiments beauftragten Offizier. Die Bezeichnung „Colonel“ wurde von 1721 bis 1730, von 1791 bis 1793 und ab 1803 geführt.
Nach 1791 gab es keine Regimentsinhaber mehr.
Sollte es sich bei dem Mestre de camp/Colonel um eine Person des Hochadels handeln, die an der Führung des Regiments kein Interesse hatte, so wurde das Kommando dem „Mestre de camp lieutenant“ (oder „Mestre de camp en second“) respektive dem Colonel-lieutenant oder Colonel en second überlassen.
| I. | II. | III. |
| --- | --- | --- |
| - 29. Mai 1569: Jean de Biran de Goas (später Jean III de Biran d'Armagnac) Einer der Hauptakteure beim Massaker der Bartholomäusnacht – gefallen bei der Belagerung von La Rochelle (1573) - Mai 1573: Jean de Montesquiou de Sainte-Colombe - Mai 1574: Jacques de Montesquiou de Sainte-Colombe - 1. Januar 1579: Jean Louis de Nogaret de La Valette, Duc d'Épernon - 15. September 1581: Jean de Lupiac de Montcassin de Tajan de Grenet - 1585: Antoine de Lupiac de Montcassin de Tajan de Houlliez - 1587: Roger de Joyeuse, Comte de Grandpré - 1596: René de La Jugie, Comte de Rieux - 1596: Jacques de Chabot de Mirabeau, Comte de Charny - 1601: Alexandre de La Guesle, Marquis d'O - 11. April 1616: Charles-François de La Baume, Marquis de Montrevel - 1. Juni 1621: Ferdinand de La Baume, Marquis de Montrevel (gefallen bei der Belagerung von Saint-Jean-d'Angély) - 1. April 1622: Pierre de La Mothe-Arnaud du Fort - 13. September 1624: Jean de Saint-Bonnet de Toiras - November 1633: Charles de Nagu, Marquis de Varennes - 15. August 1635: Roger de Nagu, Marquis de Varennes - 10. März 1644: Pierre Bourgeois, Comte d'Origny | - 12. Februar 1648: Francesco-Maria di Broglia, Comte de Broglie - 29. Juni 1649: Bernardin Gigault de Bellefonds, Marquis de Bellefonds - 1654: François de Castellane-Adhémar de Monteils, Comte de Grignan - 12. September 1656: Louis-Gaucher de Castellane-Adhémar de Monteils, Comte de Grignan - Mai 1657: François Gilbert des Voisins, Marquis d'Ambres - 1. August 1671: Robert-Edme-Léonard de Rasés, Marquis de Monismes - 1673: Charles-Maurice de Percin, Marquis de Montgaillard - 22. September 1675: Antoine-Charles de Simons, Comte de Bois-David - 9. November 1678: Antoine-Martin Colbert, Bailli de Colbert - 1689: Charles-Édouard Colbert Comte de Sceaux Gefallen in der Schlacht bei Fleurus (1690). - 11. Juli 1690: Jean-Jules-Armand Colbert, Marquis de Blainville - 5. April 1702: Marie-Jean-Baptiste Colbert, Marquis de Seignelay - 27. Februar 1712: Chevalier de Tessé (René-François de Froulay) - 24. September 1731: Charles Armand René de La Trémoille - 6. Juni 1741: Marquis de Bellefonds (Charles-Bernardin-Geoffroi Gigault) | - 15. Januar 1745: Comte de Tessé (Charles-Elisabeth de Froulay) - 1. Dezember 1745: Marquis des Salles (Claude-Gustave-Chrétien) - 1. Februar 1749: Louis-Marie Fouquet de Belle-Isle, Comte de Gisors Gefallen am 26. Juni 1758 in der Schlacht bei Krefeld. - 3. Juni 1758: Jacques Gabriel Louis Leclerc Marquis de Juigné - 1. Dezember 1762: Louis-Jean-Baptiste-Antoine Colbert Marquis de Seignelay - ? Jacques-Gabriel Chapt, comte de Rastignac - 1791: Colonel Jean Anne de La Barthe de Giscard - 1792: Colonel Louis Étienne Auron de Rebourguil - 1792: Colonel Claude Souchon de Chameron (…) - 1804: Colonel Pierre Gabriel Aussenac - 1812: Colonel Louis Loup Étienne Martin Bougault - 1814: Colonel Barthelemy Lelong - 1814: Colonel Charles Angélique François Huchet de La Bédoyère - 1815: Colonel Joseph Boissin - 1830: Colonel Pierre Boucher - 1871: Colonel Antoine Frédéric Tarayre - 1970: Colonel Longeret |

## Die Fahnen des Regiments

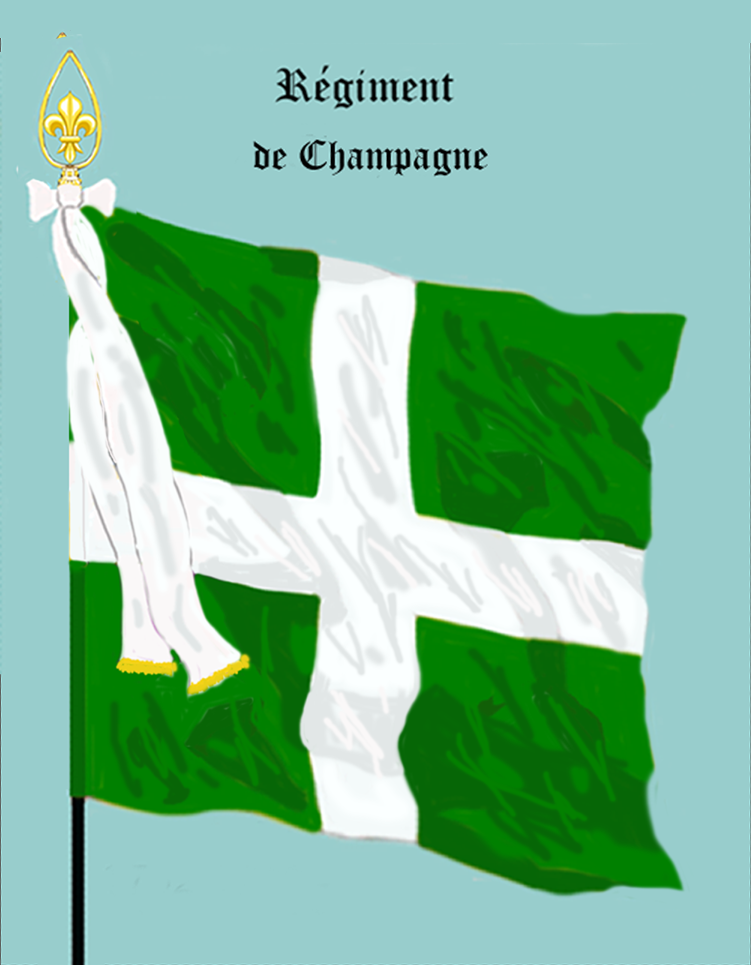
Fahne des Régiment de Champagne bis 1791
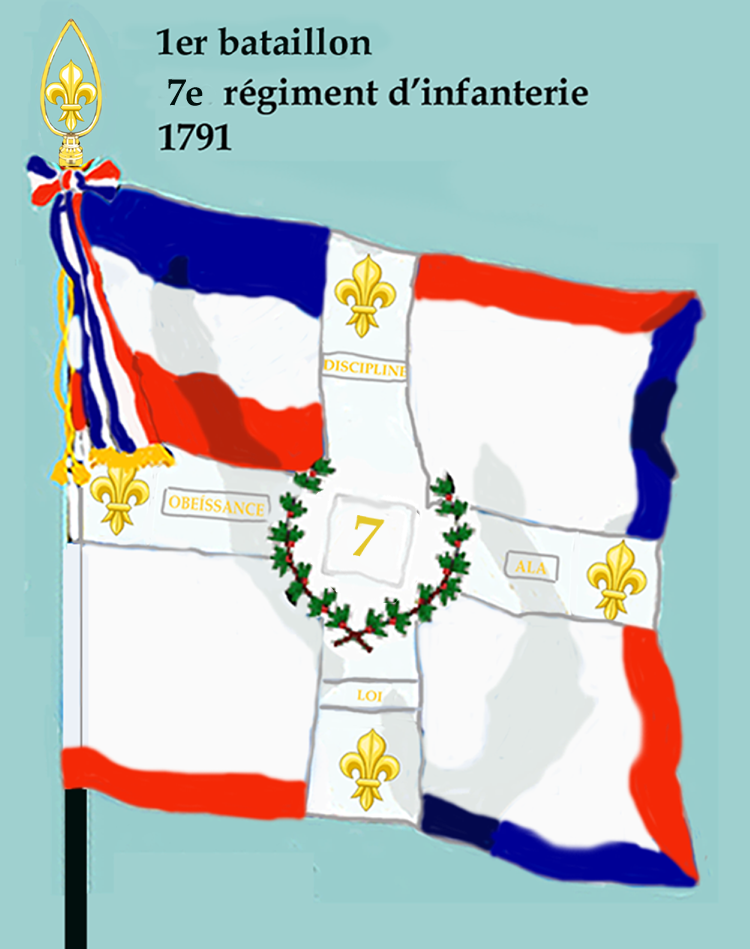
Fahne des 1. Bataillons 1791–1793
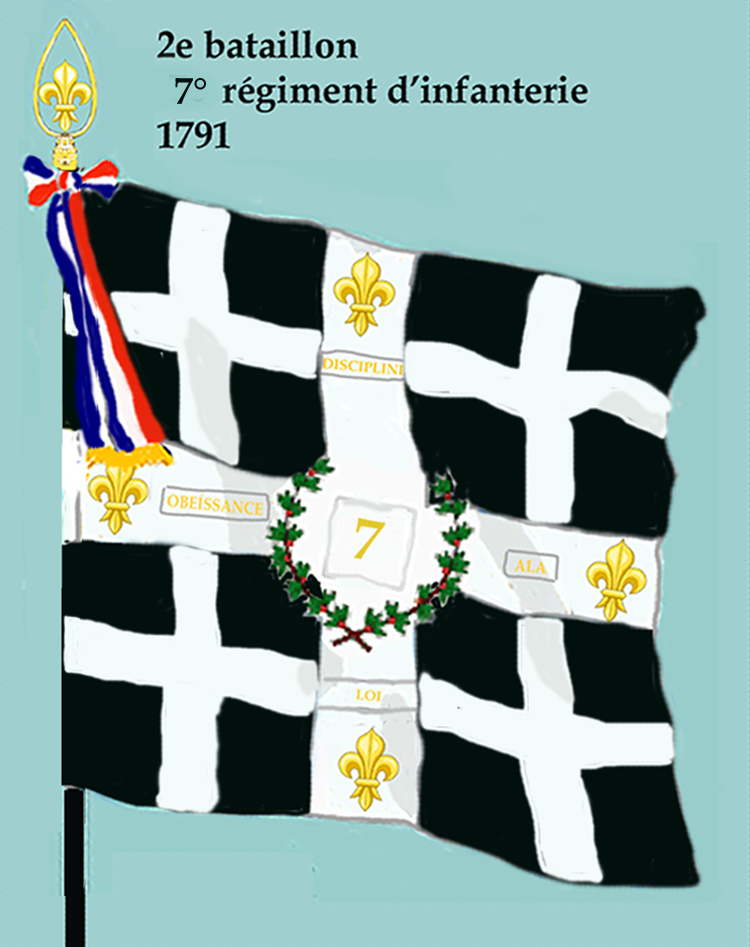
Fahne des 2. Bataillons 1791–1793
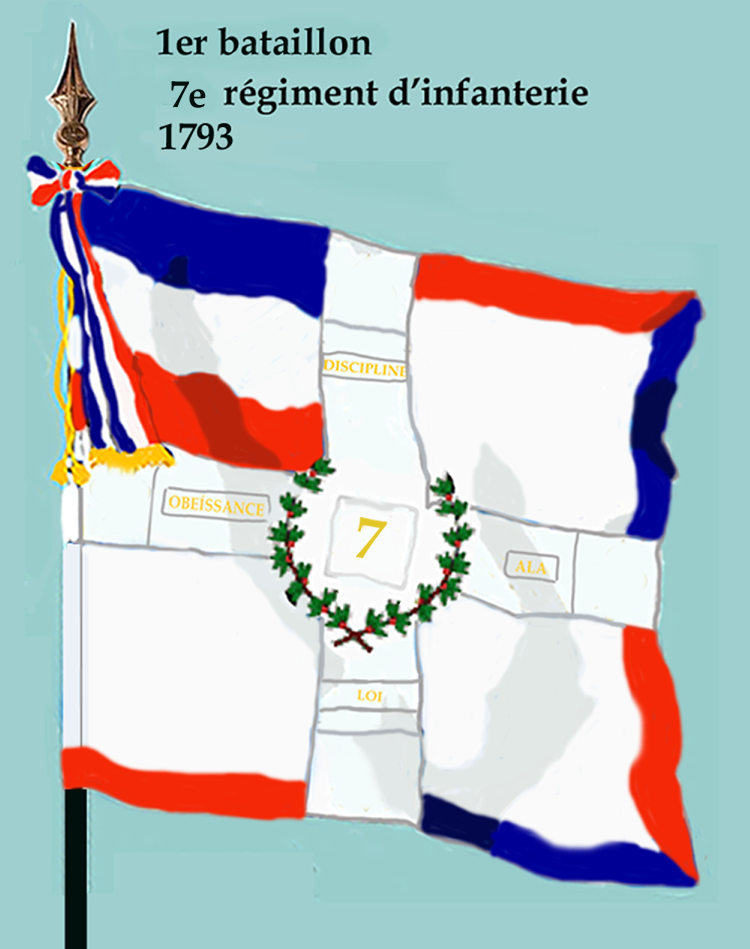
Fahne des 1. Bataillons 1793–1804
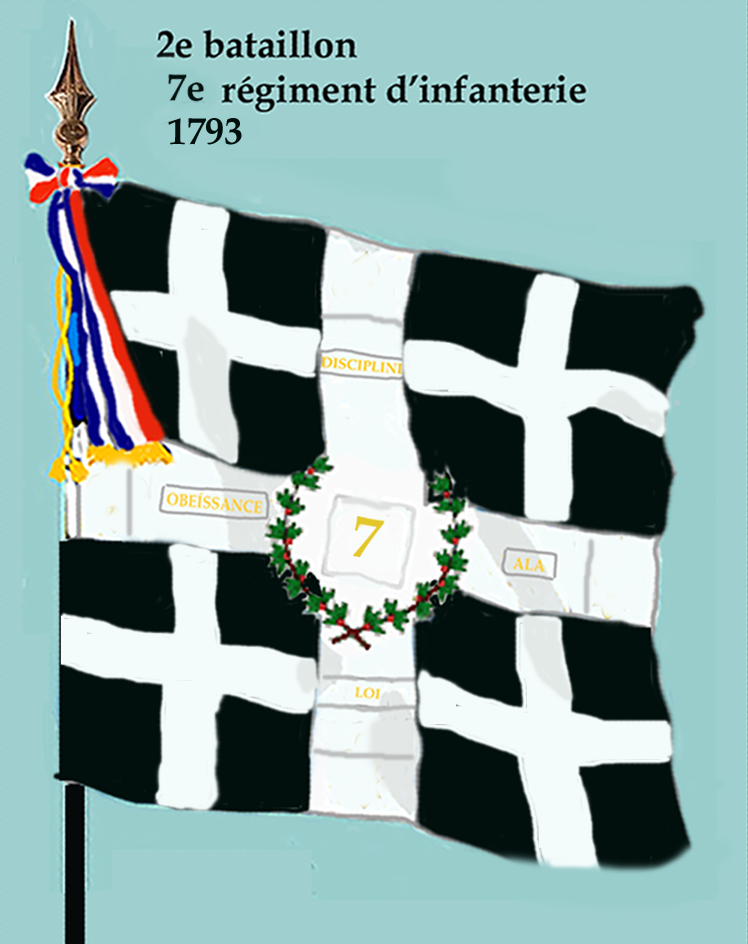
Fahne des 2. Bataillons 1793–1804
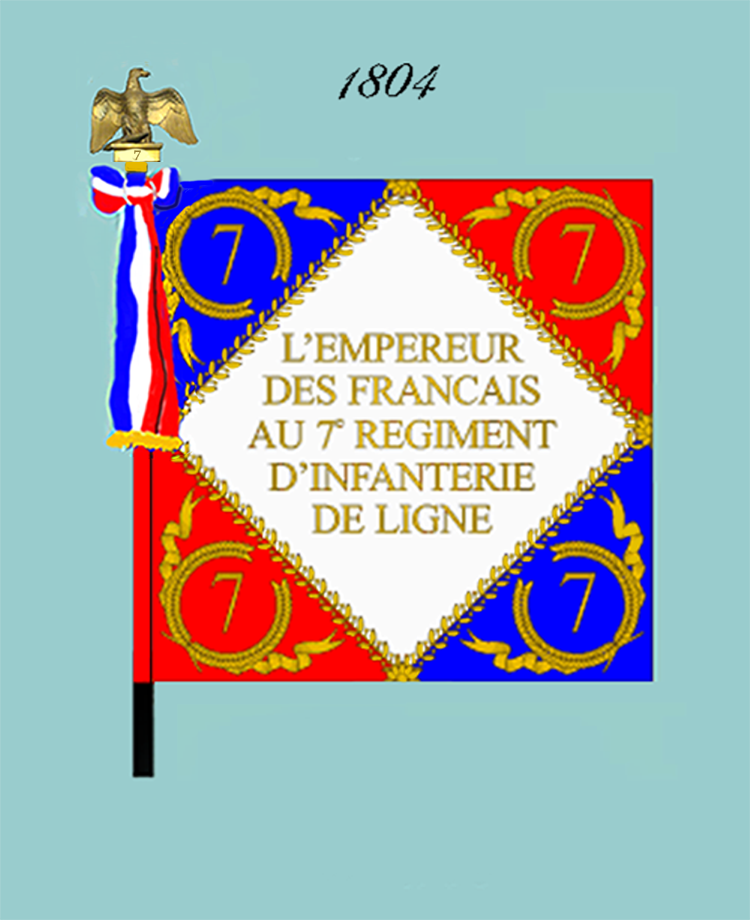
Fahne des 7e régiment d'infanterie de ligne 1804–1812
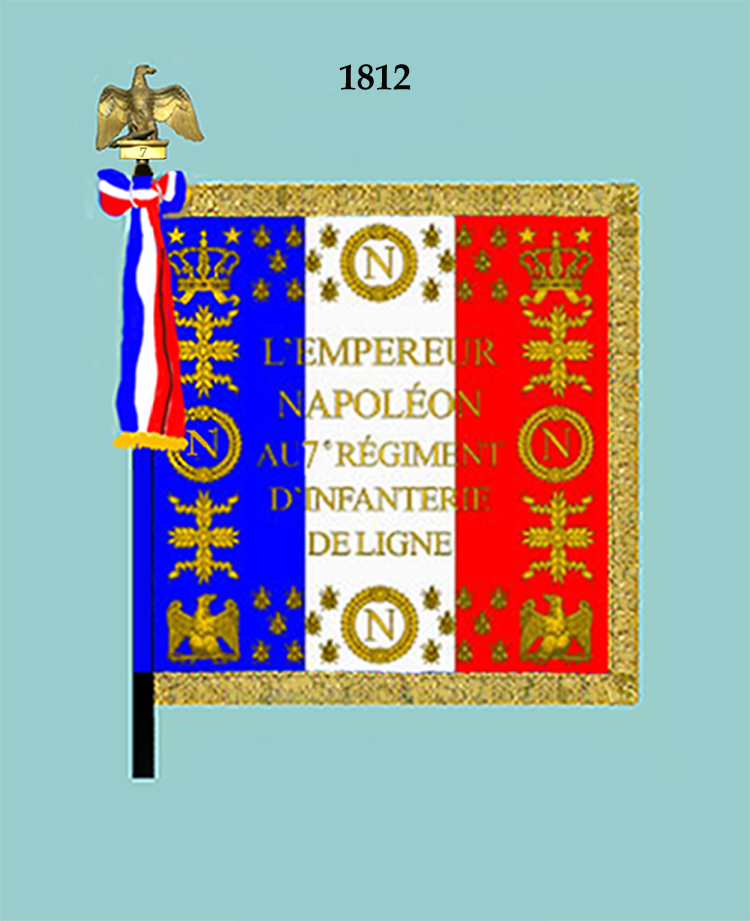
Fahne des 7e régiment d'infanterie de ligne 1812–1814
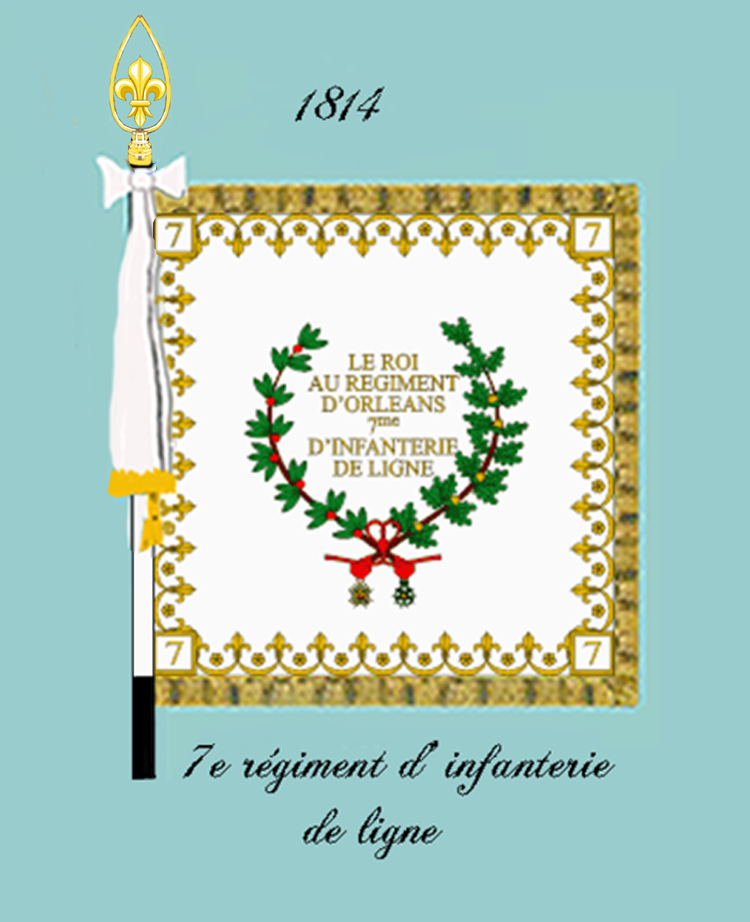
Fahne des 7e régiment d'infanterie unter König Ludwig XVIII – König Louis Philippe
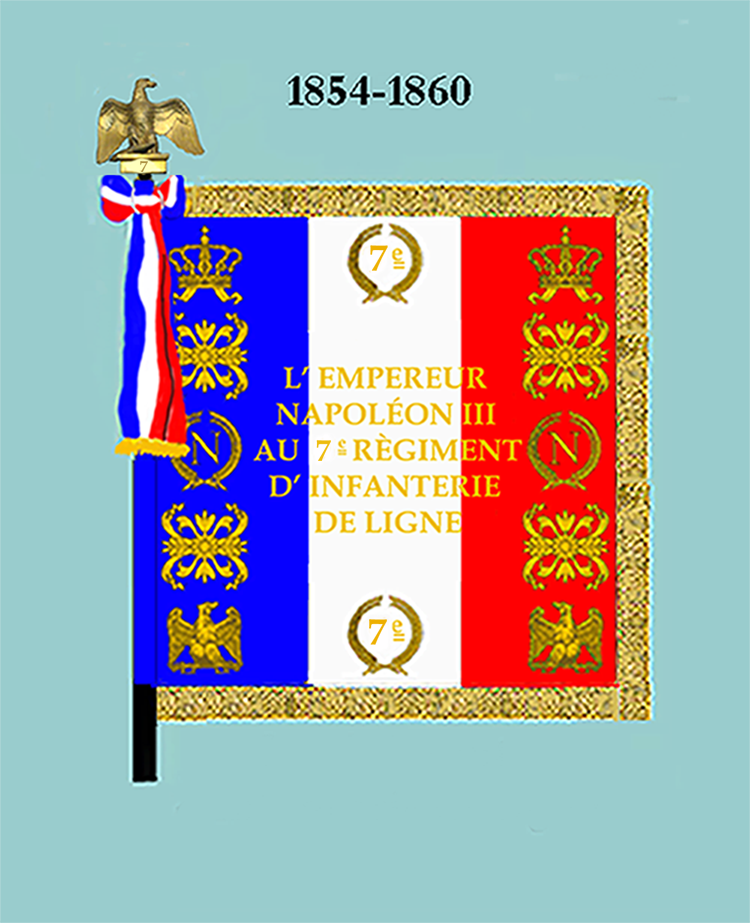
Fahne des 7e régiment d'infanterie unter Kaiser Napoleon III

Reglement von 1804
- Inschrift Vorderseite: „L'EMPEREUR DES FRANCAIS AU 7e REGIMENT D’INFANTERIE DE LIGNE“
- Inschrift Rückseite: „VALEUR ET DISCIPLINE (Nummer des Bataillons) BATAILLON“
- Sockel des Adlers: „7“

Reglement von 1812
- Inschrift Vorderseite: „L'EMPEREUR NAPOLEON AU 7e REGIMENT D’INFANTERIE DE LIGNE“
- Inschrift Rückseite: ohne
- Sockel des Adler: „7“

Reglement von 1814 (1. Restauration)
- Inschrift Vorderseite: „LE ROI AU REGIMENT D'ORLEANS 7ème D’INFANTERIE DE LIGNE“;
- Inschrift Rückseite: ohne

Règlement de 1815 (Herrschaft der Hundert Tage)
- Inschrift Vorderseite: „L'EMPEREUR NAPOLEON AU 7e REGIMENT D’INFANTERIE DE LIGNE“
- Inschrift Rückseite: ohne
- Sockel des Adler: „7“

## Uniform

Uniformen
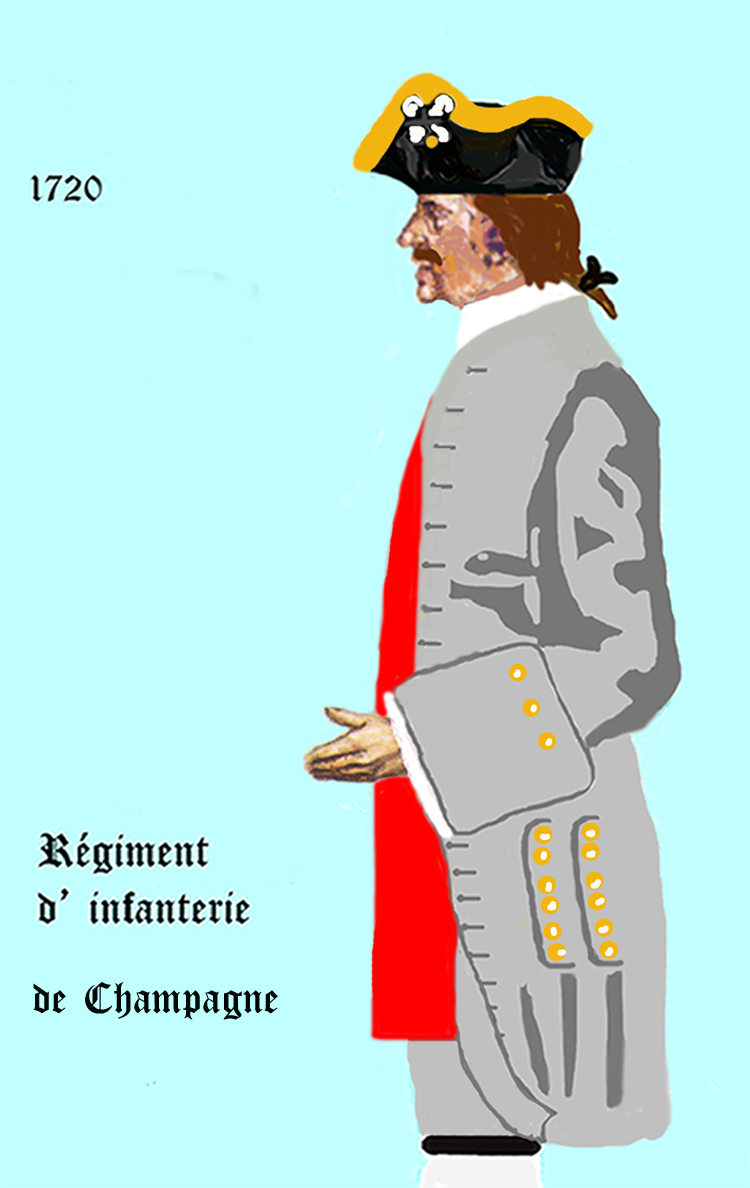
Régiment de Champagne 1720–1734
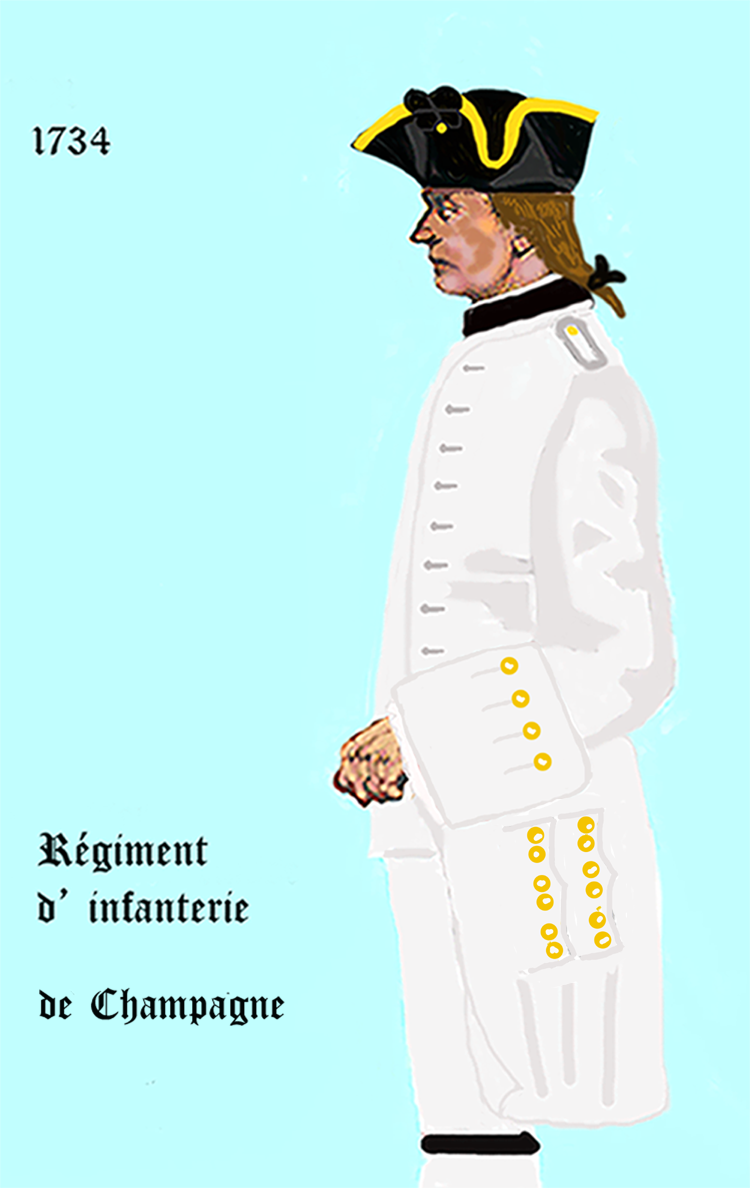
Régiment de Champagne 1734–1757
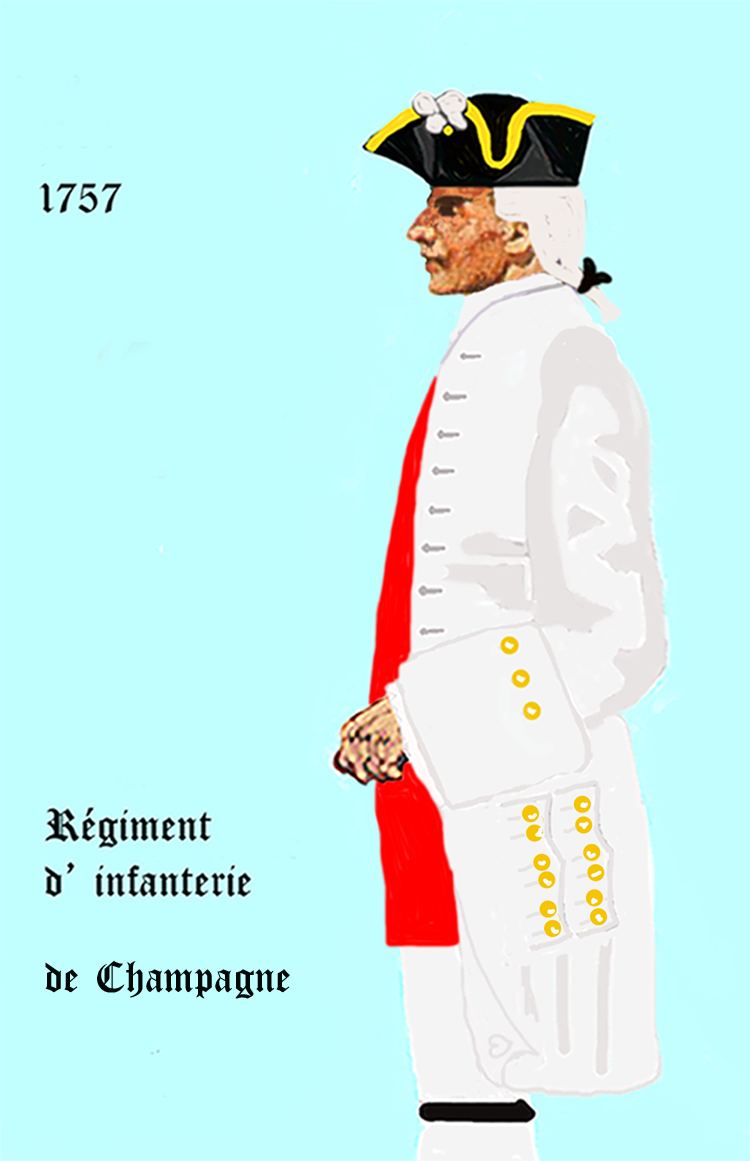
Régiment de Champagne 1734–1757
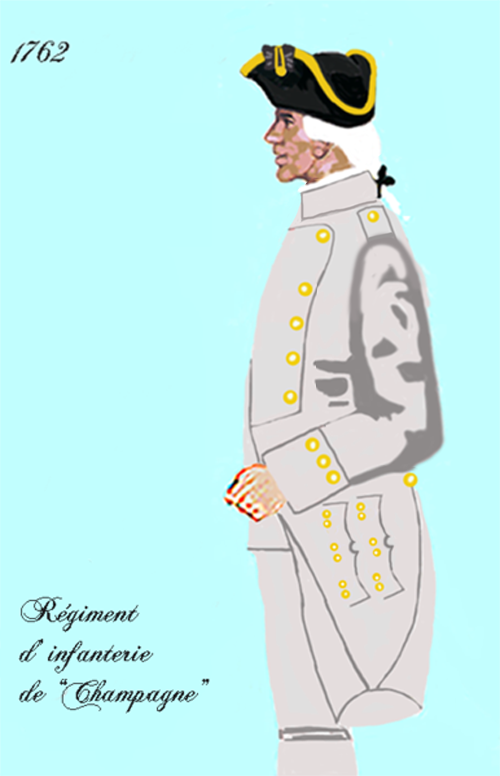
Régiment de Champagne 1762–1776
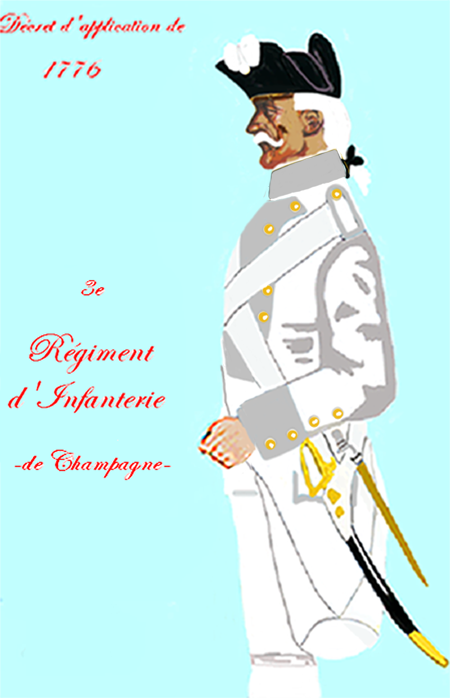
Régiment de Champagne 1776–1779

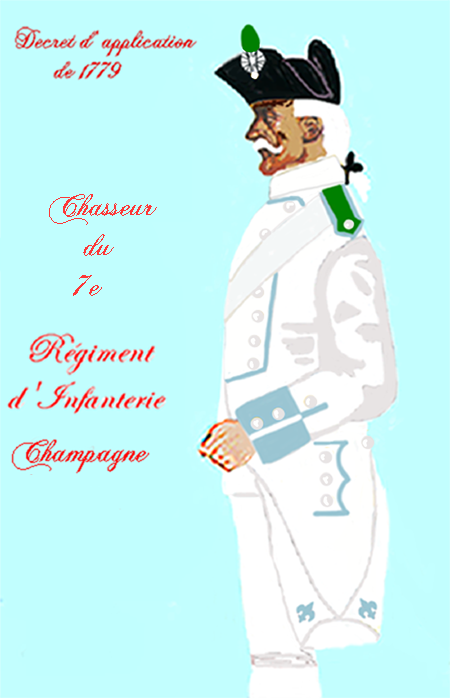
Régiment de Champagne 1779–1791
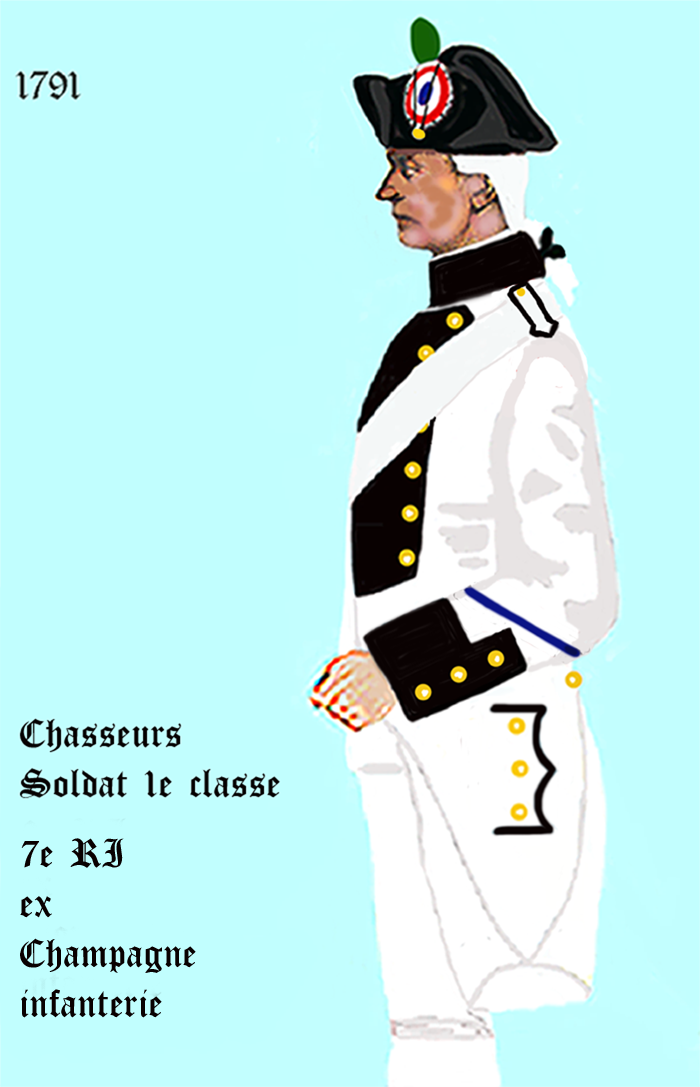
7e Régiment d’infanterie de ligne 1791–1792
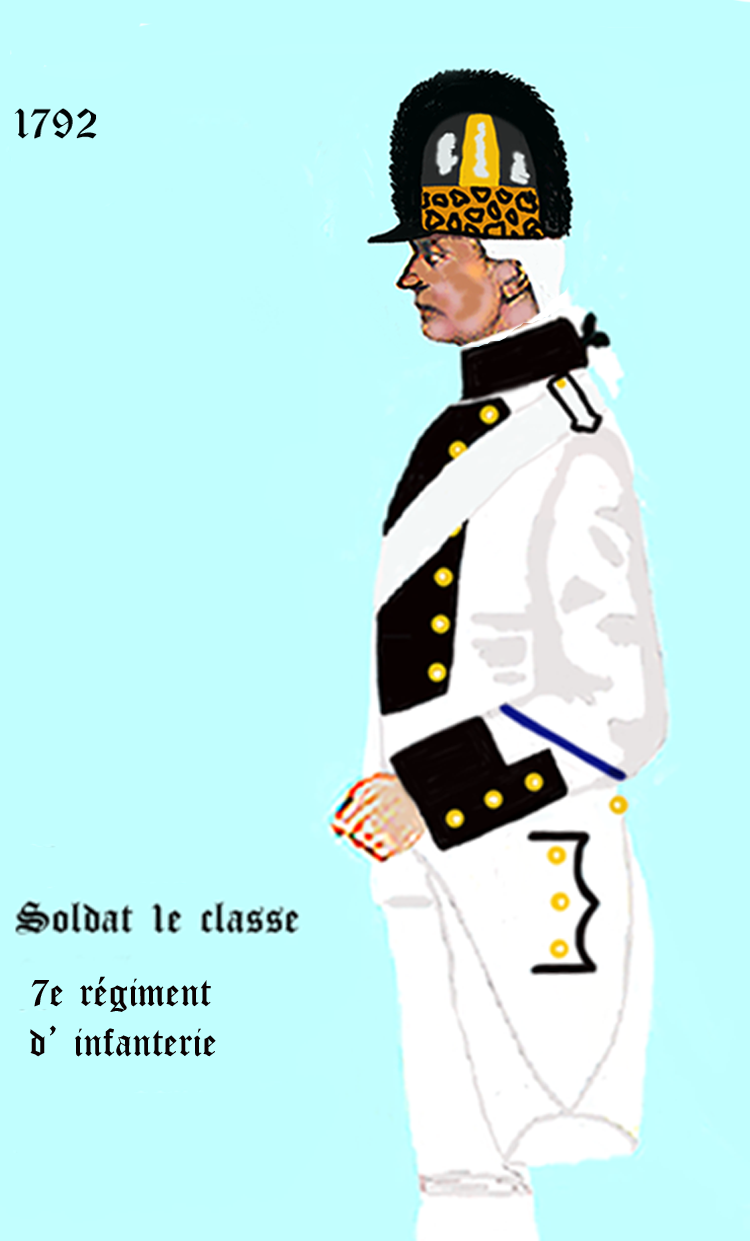
7e Régiment d’infanterie de ligne 1792–1794

## Einsatzgeschichte

### Hugenottenkriege
- 1621:

Belagerung von Montauban
Belagerung von Saint-Antonin
- 1622:

Belagerung von Montpellier
Belagerung von Saint-Jean-d’Angély

### Französisch-Spanischer Krieg
- 20. Mai 1635: Das Regiment wurde von spanischer Infanterie stark bedrängt, das Régiment de Plessis-Praslin kam „Champagne“ erfolgreich zur Unterstützung zur Hilfe.
- 1636: Belagerung von Corbie
- 17. Juli 1656: es kämpfte, zusammen mit dem Régiment d’Orléans und dem Régiment de Normandie beim Angriff auf das feste Schloss von Boraçan

### Holländischer Krieg
Feldzug nach Katalonien
- 1675: Während des Steueraufstandes der sog. „Révolte du papier timbré“ überwinterte das Regiment in Bordeaux

### Pfälzischer Erbfolgekrieg
Teilnahme an der Schlacht bei Walcourt. Hier konnten im Brigadeverband mit dem Régiment de Touraine sechs feindliche Kanonen erbeutet werden.

### Spanischer Erbfolgekrieg
Schlacht bei Friedlingen

### Österreichischer Erbfolgekrieg
- 1742: Am 27. Mai erfolgte ein Angriff auf Deggendorf, der von „Champagne“ und den Regimentern La Marck, Bourbonnais und Royal-Comtois nach schweren Kämpfen abgewehrt wurde.
- 1748: Belagerung von Maastricht (im Brigadeverband mit dem Régiment de Vermandois)

### Siebenjähriger Krieg
- 1760: Gefecht bei Korbach

### Amerikanischer Unabhängigkeitskrieg
Im Jahre 1779 verlegte das Regiment nach Martinique, um an den Kämpfen gegen die Briten auf den Inseln St. Vincent und Grenada teilzunehmen. Danach verlegte es auf den nordamerikanischen Kontinent, um die Aufständischen gegen die britische Krone zu unterstützen. Es beteiligte sich an der vergeblichen Belagerung von Savannah, um dann wieder nach Martinique eingeschifft zu werden. Es folgten Operationen auf Saint-Domingue, Sainte-Lucie, bis zur Schlacht von Les Saintes. Danach erfolgte 1783 dann die Rückkehr nach Bordeaux.

### Revolution und Erstes Kaiserreich
Hauptartikel|Koalitionskriege
- 1793:

Gefecht bei Céret,
Kämpfe bei Prats de Mollo,
La Perche
Gefecht bei Peyrestortes
- 1794:

Collioure,
Bei der Belagerung von Fort de Bellegarde
Schlacht von Montagne Noire
Einsatz in der Schlacht bei Fleurus
- 1795:

Bei der Belagerung und Einnahme von Roses
- 1800:

Kämpfe bei Memmingen,
Schlacht bei Höchstädt
Garnison in der Festung Hüningen
- 1801–1804:

Expedition nach Santo Domingo

### Spanischer Unabhängigkeitskrieg
- 1808:

El Bruc,
Girone,
Molins de Rei
Cardedeu
- 1809:

Valls
- 1810:

Granollers,
Mollet,
Santa Perpètua
Vic
- 1811:

Belagerung von Tarragona (1811), Montserrat, Schlacht bei Sagunt, Valencia
- 1812:

Valencia, Castalla
- 1813: Feldzug in Deutschland

Schlacht bei Bautzen,
Jüterbog
Völkerschlacht bei Leipzig
Schlacht bei Hanau
Kämpfe am Tagliamento
- 1814:

Yecla
Falleja
- 1815:

Am 6. März schloss sich das Regiment dem von Elba zurückgekehrten Kaiser Napoleon I. an
Schlacht bei Waterloo
In dieser Zeit ist der Regimentskommandant, der Colonel Bougault, am 12. September 1813 verwundet worden. Zwischen 1808 und 1814 sind weitere 19 Offiziere gefallen, 18 ihren Verwundungen erlegen und weitere 122 verwundet worden.

### Zweites Kaiserreich und Dritte Republik
Während des Zweiten Kaiserreichs und Dritten Republik war das Regiment an der Expedition nach Mexiko beteiligt und gehörte hier zur „1re brigade“ des Generals Brincourt in der „2edivision d’infanterie“ unter General de Castagny. Bis zum 13. November 1866 war es in Durango disloziert. Über Queretaro marschierte es schließlich nach Mexiko-Stadt, wo es am 15. Januar 1867 eintraf und bis zum 5. Februar des gleichen Jahres verblieb. Es deckte dann den französischen Abzug aus Mexiko und war eine der letzten französischen Einheiten, die das Land verließen. Nach dem Krieg von 1870/71 lag es in Lyon und dann in Cahors in Garnison.

### Deutsch-Französischer Krieg
k. A.

### Erster Weltkrieg
- 1914:
- Rückzug mit der 3e und 4e armée française (3. und 4. Armee): Kämpfe im Wald von Luchy am 22. August
- Kämpfe an der Maas
- Erste Schlacht an der Marne
- Kämpfe in der Brunes-Stellung / Champagne (23. Dezember)

- 1915:

Winterschlacht in der Champagne
- - 16. – 23. Februar: Kämpfe im Dreieckswäldchen bei Perthes-les-Hurlus in der Champagne
- September: Kämpfe bei Vimy im Artois

Das Regiment war von Juli 1915 bis zum November 1918 der „131e division d'infanterie“ (131. Infanteriedivision) zugeteilt.
- 1916:
- Schlacht um Verdun

- 1917:
- Kämpfe im Departement Marne bei: Mont Haut, Le Casque und im April–Mai bei Mont Perthois

- 1918:
- Kämpfe an der Somme (Großangriff am 14. April)
- Kämpfe an der Aisne 30. Mai – 11. Juni bei Corcy, Longpont
- Zweite Schlacht an der Marne

Nach dem Ende des Krieges wurde die Einheit (nach 1919) mit unbekanntem Datum aufgelöst.

### Zweiter Weltkrieg
Am 16. Oktober 1939 wurde das Regiment unter dem Kommando von Lieutenant-colonel Paquelier neu aufgestellt und der „32e division d’infanterie“ mit der Klassifizierung „Réserve A type NE“ zugewiesen. Die Aufstellung erfolgte durch das CMI 72 (Centre mobilisateur d’infanterie) in Valdahon. Nach dem Beginn der deutschen Offensive am 10. Mai 1940 wurde die Einheit zunächst nach Belgien verlegt. Von dort bewegte sie sich mit dem allgemeinen französischen Rückzug über Lille nach Dünkirchen, wo sie im Kessel eingeschlossen wurde und sich auflöste. Im September 1944 erfolgte die heimlich offizielle Wiederindienststellung als Teil der Résistance in Bordeaux und der umgebenden Region. Im Médoc operierend, war es mit dem Schutz von Bordeaux und der Einnahme der von den Deutschen weiterhin besetzten Enklave von Poche beauftragt. Letztere konnte jedoch nicht erobert werden und ergab sich erst am 20. April 1945.
Im Juni 1945 wurde die Einheit erneut aufgelöst.

### 1956 bis 1977
Im Jahre 1956 erneut aufgestellt, wurde das Regiment nach Algerien verlegt, wo es bis 1962 im algerischen Unabhängigkeitskrieg kämpfte und dann nach Frankreich zurückkehrte. Hier wurde es erneut aufgelöst, jedoch nach kurzer Zeit wieder aktiviert und den französischen Truppen in Deutschland (Forces françaises en Allemagne) zugeteilt. Hier war es in Landau in der Pfalz und in Neustadt an der Weinstraße stationiert, bevor es im Jahre 1977 endgültig deaktiviert wurde.

## Regimentsfahne
Auf der Rückseite der Regimentsfahne sind (seit Napoleonischer Zeit) in goldenen Lettern die Feldzüge und Schlachten aufgeführt, an denen das Regiment ruhmvoll teilgenommen hat.

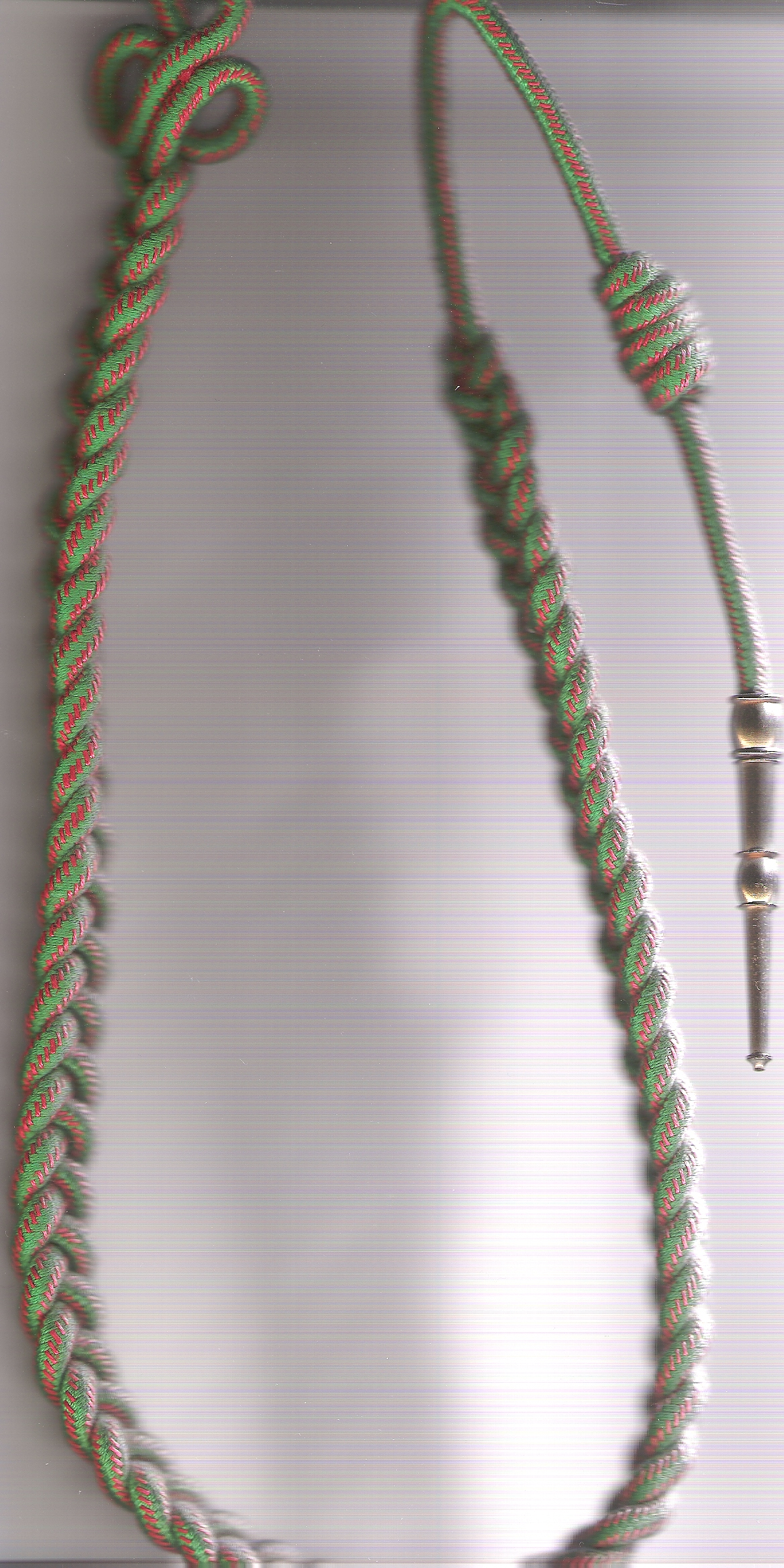
Fourragère in den Farben des Croix de guerre 1914–1918

## Auszeichnungen
- Am 3. März 1919 wurde dem Regiment auf dem Artillerieschießplatz von Vincennes das Croix de guerre verliehen. Das Band ist mit zwei Palmenzweigen dekoriert, jeweils für die lobende Erwähnung im Armeebefehl der X. Armée vom 14. Juli 1918 und im Armeebefehl der I. Armée vom 7. Januar 1919.

- Angehörige des Regiments haben das Recht (auch bei einer eventuellen Wiederindienststellung), die Fourragère in den Farben des Croix de guerre 1914–1918 zu tragen.

## Devise
Das Regiment führte in seiner Geschichte mehrere Wahlsprüche, so:

## Berühmte Angehörige des Regiments

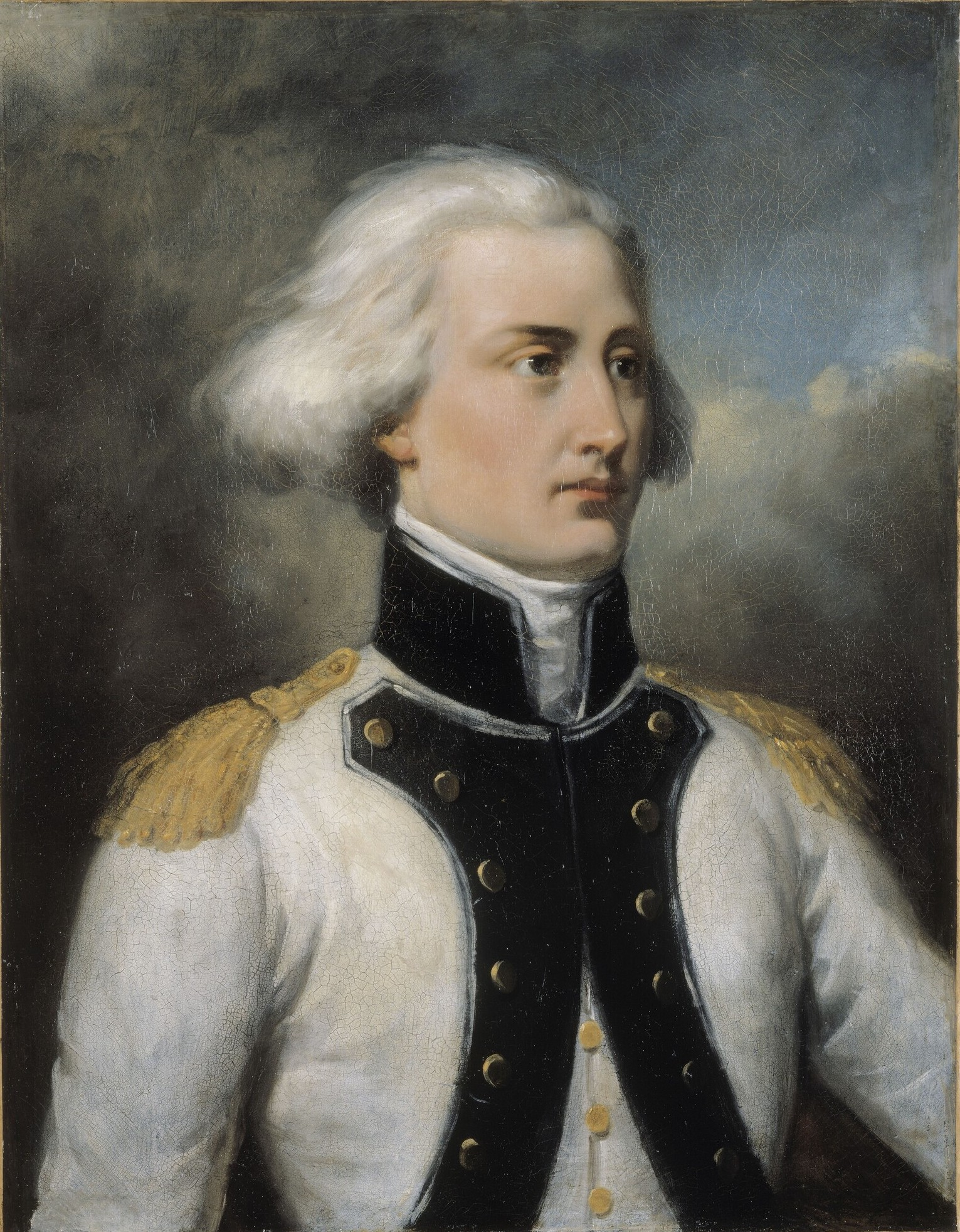
Bon Adrien Jeannot de Moncey in der Uniform des Regiments

- Bon Adrien Jeannot de Moncey, am 15. September 1769 in das Regiment eingetreten
- Gatien de Courtilz de Sandras, Capitaine im Régiment de Champagne